# Нарожний Микола Григорович
Микола Григорович Нарожний (1903, селище при станції Станична, тепер Краснодарського краю, Російська Федерація — 1975, місто Фрунзе, тепер Бішкек, Киргизстан) — радянський діяч, 1-й секретар Ошського обкому КП(б) Киргизії. Депутат Верховної ради Киргизької РСР 2—5-го скликань. Депутат Верховної Ради СРСР 2-го скликання. 

## Біографія
Народився в родині робітника-залізничника. З 1912 року працював учнем слюсаря, слюсарем на залізниці.
З 1926 по 1934 рік навчався в технікумі, потім у Донському політехнічному інституті.
У 1934—1937 роках — старший інженер другого Кубанського цукрового заводу.
Член ВКП(б) з 1937 року.
У 1937—1941 роках — енергетик, заступник головного інженера Карабалтинського цукрового заводу Киргизької РСР. Обирався секретарем первинної партійної організації Карабалтинського цукрового заводу.
У 1941 році — 1-й секретар Фрунзенського районного комітету КП(б) Киргизії Ошської області.
У 1941—1943 роках — секретар Ошського обласного комітету КП(б) Киргизії із гірничо-рудної промисловості. У 1943—1944 роках — заступник секретаря Ошського обласного комітету КП(б) Киргизії із гірничо-рудної промисловості.
У 1944—1950 роках — 1-й секретар Ошського обласного комітету КП(б) Киргизії.
До 1951 року — завідувач відділу легкої промисловості ЦК КП(б) Киргизії.
У 1951—1959 роках — заступник голови Президії Верховної ради Киргизької РСР.
З 1959 року — персональний пенсіонер союзного значення в місті Фрунзе.
Помер у травні 1975 року в місті Фрунзе (Бішкеку).